# Litchfield (Kalifornia)
Litchfield – jednostka osadnicza w Stanach Zjednoczonych, w stanie Kalifornia, w hrabstwie Lassen.